# Blitz (album)
Pour les articles homonymes, voir Blitz (homonymie).
Albums de Étienne Daho
Les Chansons de l'innocence retrouvée
(2013) Surf
(2020)
Singles
1. Les Flocons de l'été
Sortie : septembre 2017
2. Le Jardin
Sortie : mars 2018
3. Après le blitz
Sortie : juin 2018
4. L'Étincelle
Sortie : décembre 2018

Blitz est le onzième album studio du chanteur français Étienne Daho, sorti le 17 novembre 2017. 

## Genèse
D'inspiration psychédélique (Holy Wave, Froth, Moodoïd), l'album a été écrit et enregistré à Londres et Blitz fait référence au climat de la ville après le Brexit et les attentats terroristes. Étienne s'entoure des musiciens du groupe Unloved, David Holmes, Keefus Ciancia et la chanteuse Jade Vincent, également musiciens de nombreuses bandes originales de films, qu'il a rencontrés à l'occasion de la sortie de leur premier album.
Le titre Le Jardin est un hommage à sa sœur Jeanne, disparue en 2016. Chambre 29 est consacré à Syd Barrett, fondateur de Pink Floyd. Les Flocons de l'été évoque le mois d'août 2013 qu'il a passé dans une chambre d'hôpital où il a failli mourir d'une péritonite.
La photo de la pochette de l'album, où le chanteur apparaît vêtu de cuir, casquette comprise, dans des volutes de fumée, est signée Pari Dukovic. Pour Étienne Daho, cette représentation fait à la fois référence à Lou Reed lors de sa période Transformer et au film Portier de nuit de Liliana Cavani. Pour sa part, le journaliste Christophe Conte y voit un clin d'œil à « Scorpio Rising, le film expérimental de Kenneth Anger, réalisé en 1963, qui convoquait lui-même l’image de Marlon Brando dans L’Équipée sauvage ».

## Titres de l'album
1. Les Filles du canyon (avec Duggie Fields)
2. Chambre 29
3. Le Jardin
4. Les Baisers rouges
5. Les Cordages de la nuit
6. Les Flocons de l'été
7. Voodoo Voodoo
8. L'Étincelle
9. The Deep End (en duo avec Jade Vincent)
10. Hôtel des infidèles
11. Après le blitz (avec Flavien Berger)
12. Nocturne